# Tybinga
Tybinga (niem. Tübingen, MAF: /ˈtyːbɪŋən/, wymowaⓘ) – powiatowe miasto uniwersyteckie w południowo-zachodnich Niemczech, w kraju związkowym Badenia-Wirtembergia, siedziba rejencji Tybinga, w regionie Neckar-Alb, również siedziba powiatu Tybinga. Leży nad rzeką Neckar.
Miasto leży ok. 45 km na południe od Stuttgartu. Liczy 88 358 mieszkańców (31 grudnia 2010), z czego ok. 22 tys. stanowią studenci.
W Tybindze znajduje się stacja kolejowa Tübingen Hauptbahnhof.

## Historia

### Początki
Pierwsze ślady osadnictwa na terenie dzisiejszej Tybingi datuje się na VIII-IV wiek p.n.e. Około 400 r. n.e. w rejonie tym zaczęli osiedlać się Alamanowie. To właśnie z tego okresu pochodzi nazwa miasta.
Pierwsza wzmianka o istnieniu Tybingi pojawiła się w 1078 r. w Kronice Trewirskiej (Gesta Treverorum). Była tam mowa o castrum twingia, czyli o zamku książąt tybingeńskich. Podczas konfliktu książąt z królem Henrykiem IV zamek został oblężony przez wojska królewskie.

### XII-XIV w.
Książęta tybingeńscy, którzy w XII w. przyjęli tytuł hrabiów palatynów, przekształcili osadę w miasto. Pierwsza wzmianka o kupcach z Tybingi pochodzi z 1191 r., natomiast Tybingę po raz pierwszy wzmiankowano jako miasto (civitas) w 1231 r. W XIII wieku zbudowano mur otaczający miasto. W 1262 r. do Tybingi przybyli augustianie, którzy założyli nad Neckarem pierwszy klasztor. Dziesięć lat później w ich ślady poszli franciszkanie.
Znaczenie Tybingi jako miasta hrabiów palatynów podkreślała rozpoczęta w 1185 produkcja monet w mieście, którą przypomina nazwa jednej z ważniejszych ulic starego miasta – Münzgasse (pol. Zaułek Menniczy). Miejska waluta Pfennig, jak również tutejsze miary i wagi, były powszechnie akceptowane i stosowane w całym regionie.
W 1280 r. w Tybindze wybuchł pożar, w wyniku którego dolna część miasta została zniszczona.
Wystawny tryb życia doprowadzał hrabiów palatynów do coraz większego zubożenia, na skutek którego Tybinga została w końcu odsprzedana i od 1342 r. znajdowała się w posiadaniu hrabiów wirtemberskich.

### XV w.
Przełomowym momentem w dziejach miasta był koniec XV wieku, związany z panowaniem hrabiego wirtemberskiego Eberharda V. W 1477 r. założył on w Tybindze uniwersytet i to pomimo tego, że miasto liczyło wtedy zaledwie 3 tys. mieszkańców, a na południu Niemiec działało już wtedy kilka uczelni (m.in. w Heidelbergu, Fryburgu Bryzgowijskim czy Ingolstadt). Funkcjonowanie uniwersytetu było możliwe dzięki przeniesieniu do Tybingi Zakonu Kanoników św. Marcina z Sindelfingen. To właśnie kanonicy wspierali finansowo nowo powstałą uczelnię i byli jej pierwszymi wykładowcami.

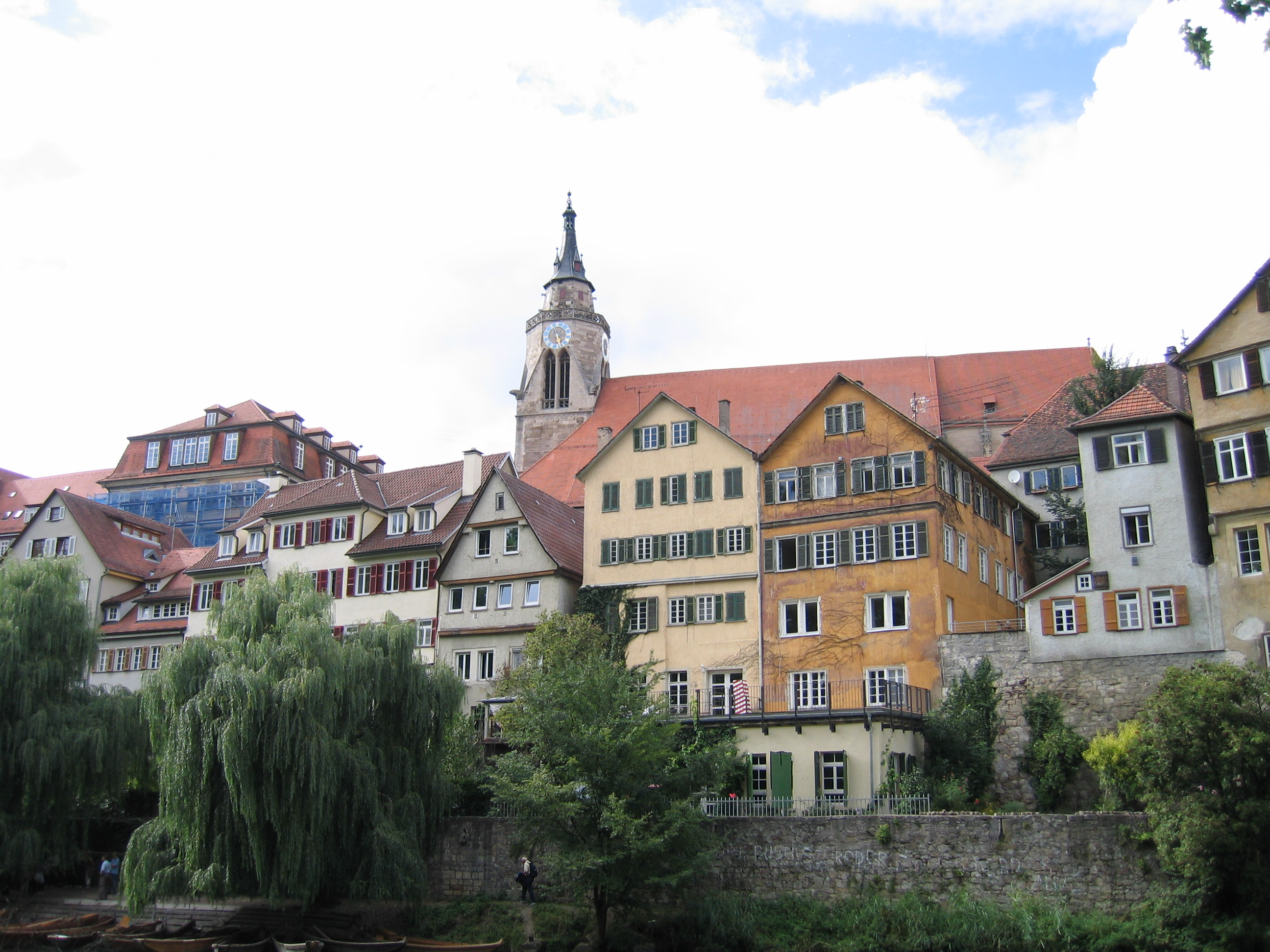
Kolegiata św. Jerzego (St. Georg) od strony rzeki

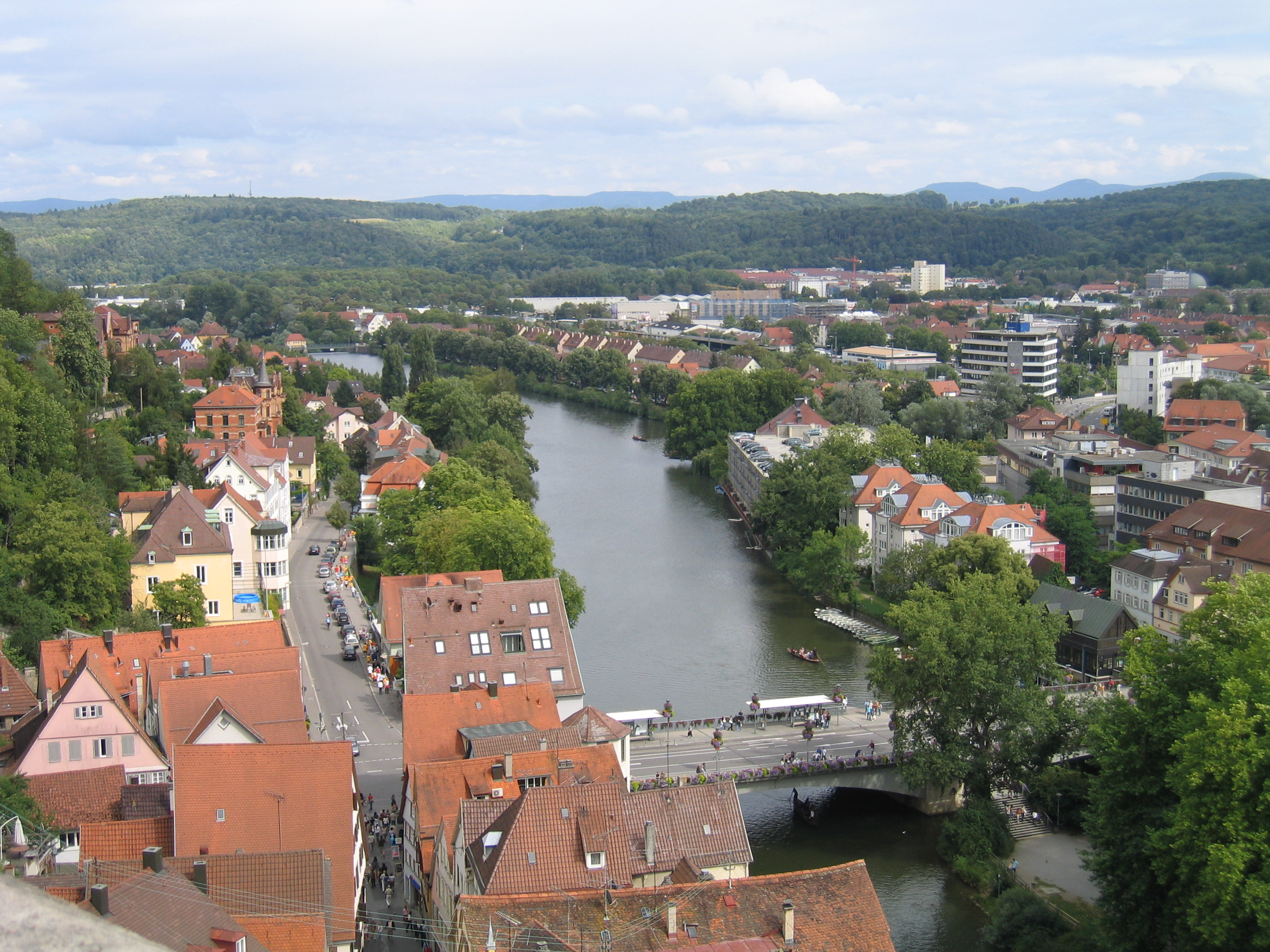
Panorama miasta z wieży Kolegiaty św. Jerzego (St. Georg)

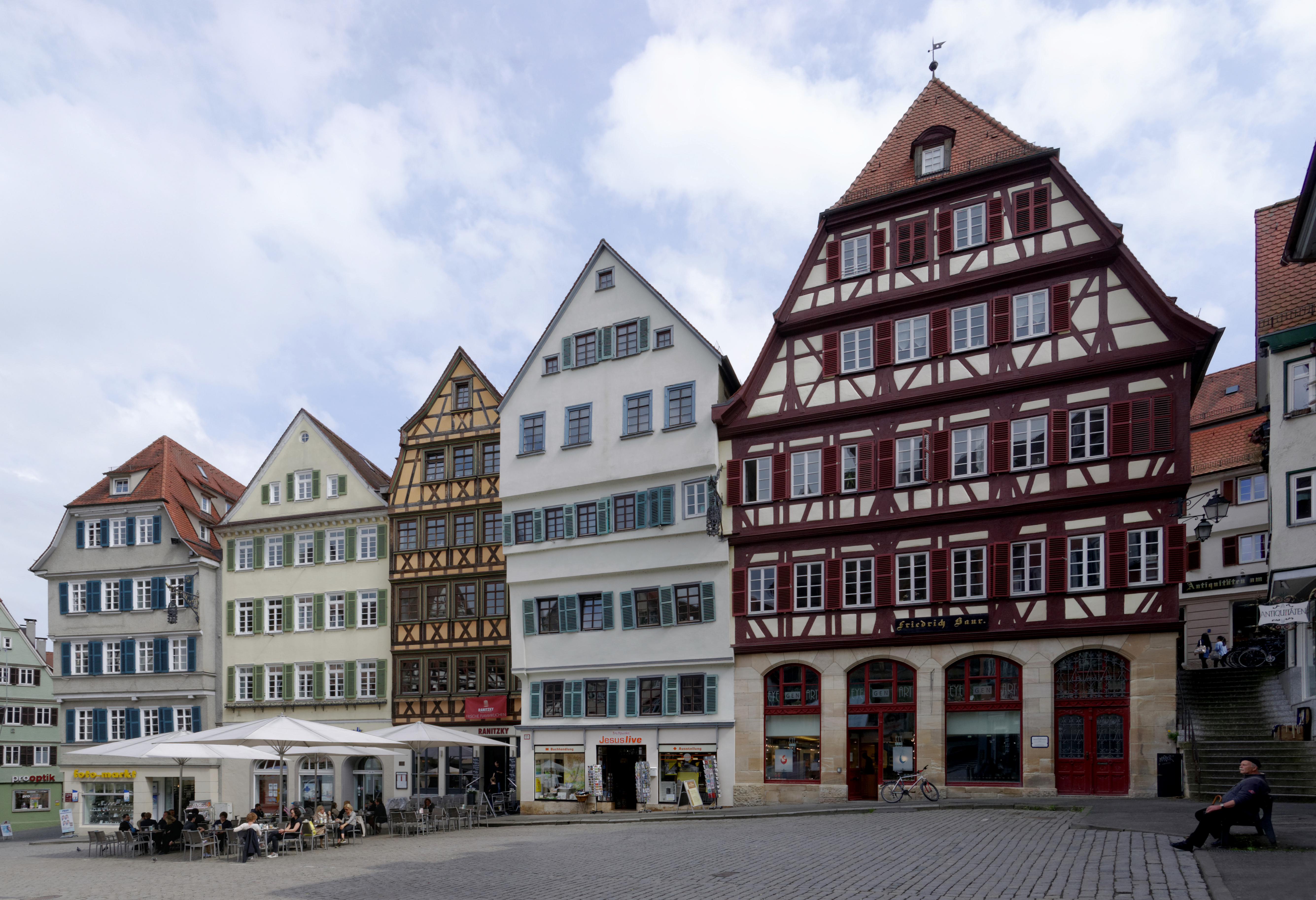
Zabudowa głównego rynku (Marktplatz)

Przybycie do miasta kanoników było również przyczyną podniesienia tybingeńskiego kościoła parafialnego św. Jerzego St. Georg (odbudowywanego w latach 1470–1529) do rangi kolegiaty, którą zachowuje do dzisiejszego dnia.
Kiedy zaś za panowania Eberharda V Wirtembergię podniesiono do rangi księstwa, Tybinga w 1495 r. stała się drugą stolicą i siedzibą rezydencji książęcej.

### XVI w.
Powstanie poddanych w 1514 r. wymusiło na Ulryku Wirtemberskim, kolejnym księciu, przyznanie im pewnych praw. Zawarty wówczas „traktat z Tybingi” ograniczył władzę książęcą i przyznał mieszczanom prawo wyborcze.
W latach 1519–1520 Tybinga znajdowała się pod okupacją austriacką, a książę Ulryk musiał opuścić miasto i udać się na banicję. Gdy w 1534 r. księciu udało się ponownie odzyskać władzę nad Tybingą, postanowił wprowadzić w mieście nowe, protestanckie porządki. Klasztory augustianów i franciszkanów zostały rozwiązane, a na ich miejsce powołano do życia seminarium i szkołę protestancką. Również na uniwersytecie zaczęto nauczać w duchu reformacji.

### XVII-XVIII w.
Rozwój Tybingi i jej uniwersytetu został zahamowany na skutek wojny trzydziestoletniej. W ostatnim okresie tego krwawego konfliktu Tybinga była przez 12 lat (1636–1648) okupowana przez wojska szwedzkie, austriackie i francuskie.
Dopiero wraz z końcem XVIII wieku położenie miasta zaczęło się stopniowo poprawiać.

### XIX w.
W XIX w. Wirtembergia uzyskała rangę królestwa, w wyniku czego Tybinga prosperowała coraz lepiej, stając się wkrótce jednym z głównych ośrodków nauki w Niemczech.
Na uniwersytecie utworzono nowe wydziały: teologii katolickiej i nauk rządowych (obydwa w 1817) oraz nauk przyrodniczych (1863), który był pierwszym takim wydziałem na terenie Niemiec. W 1845 r. oddano do użytku budynek Nowej Auli (Neue Aula), dając podwaliny pod budowę przyszłej dzielnicy uniwersyteckiej na północnym przedmieściu Wilhelmvorstadt.
Wśród adeptów Uniwersytetu w Tybindze byli w tym czasie m.in. Johannes Kepler, Georg Wilhelm Friedrich Hegel, Friedrich Wilhelm Joseph von Schelling czy Eduard Mörike. Miasto zyskało też dzięki zainteresowaniu pisarzy i poetów, którzy tu studiowali i tworzyli (m.in. Friedrich Hölderlin, Ludwig Uhland, Wilhelm Hauff i Gustav Schwab).
W 1861 r. Tybinga uzyskała połączenie kolejowe, a od 1875 r. była miastem garnizonowym, w którym zaczęto budować koszary wojskowe. Ponieważ miasto rozwijało się w szybkim tempie, do końca XIX wieku zburzono mury i bramy prowadzące do Starego Miasta, gdyż nie spełniały one już swojej pierwotnej funkcji.

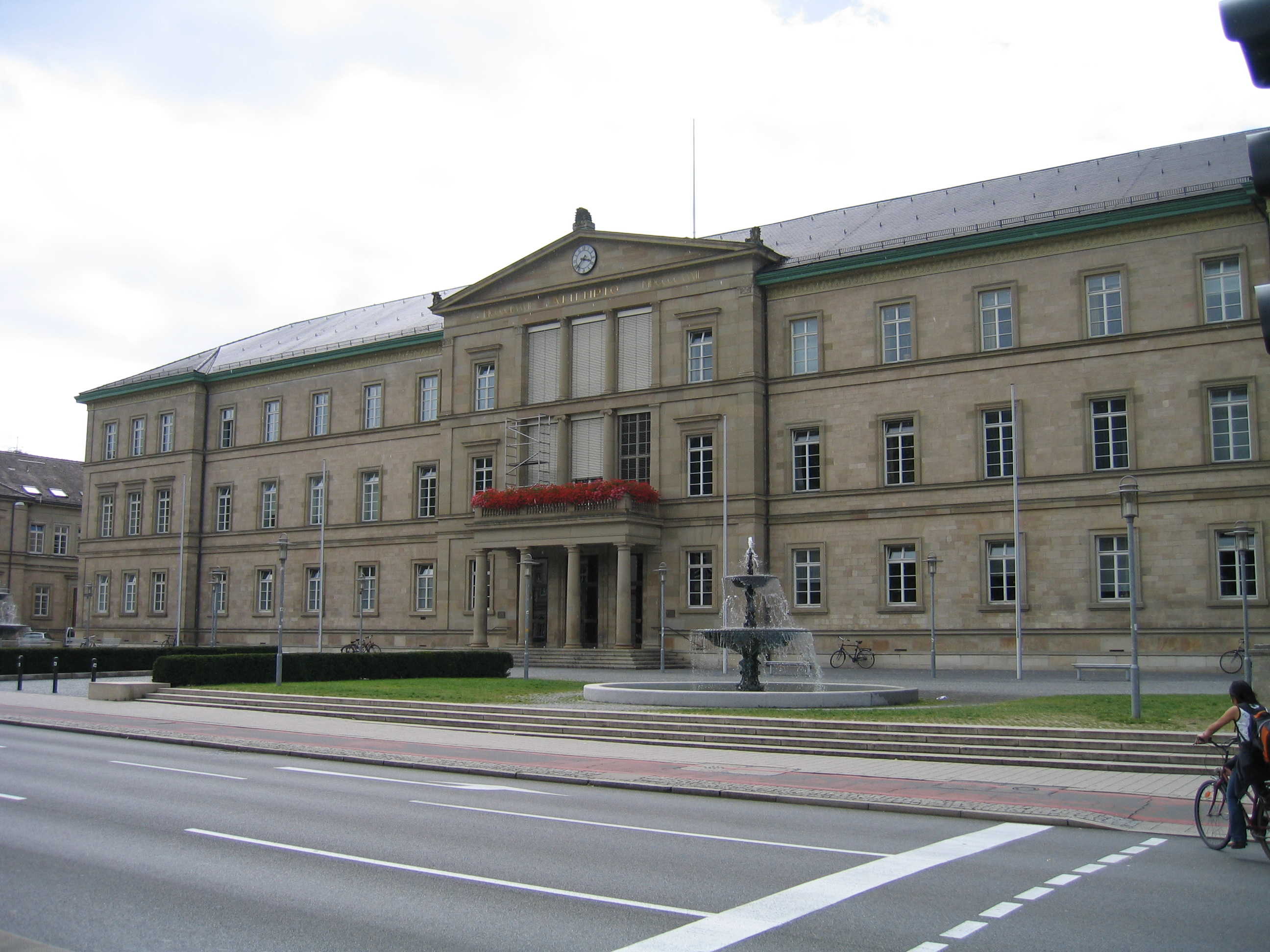
Nowa Aula

### XX w.
W 1904 r. po raz pierwszy dopuszczono kobiety do pobierania nauk na uniwersytecie. Miasto powiększyło swój obszar w 1934 r., kiedy przyłączono do niego ówczesne podmiejskie wioski Lustnau i Derendingen.
Miasto prawie w ogóle nie ucierpiało w czasie II wojny światowej. W latach 1947–1952, jeszcze przed utworzeniem kraju związkowego Badenia-Wirtembergia, Tybinga była stolicą kraju związkowego Wirtembergia-Hohenzollern. W latach 50. XX w. rozszerzono dzielnicę uniwersytecką na północ od historycznego centrum. W latach 70. na płaskowyżu Morgenstelle (ok. 3 km na północny zachód od centrum) powstała nowa dzielnica uniwersytecka dla nauk matematyczno-przyrodniczych, a także Nowy Ogród Botaniczny. W bezpośrednim sąsiedztwie na Schnarrenbergu na przestrzeni lat (począwszy od lat 50.) powstało wielkie centrum medyczne.
W 1971 r. rozpoczęła się renowacja obiektów zabytkowych na terenie Starego Miasta. W tym samym roku w granice Tybingi przyłączono okoliczne wioski: Bühl, Hagelloch, Hirschau, Kilchberg, Pfrondorf, Unterjesingen i Weilheim. W 1974 r. częścią miasta stało się także Bebenhausen, znane ze średniowiecznego klasztoru cystersów i zamku ostatniego króla Wirtembergii, Wilhelma II.
Od 1945 do 1991 r. Tybinga była miastem garnizonowym wojsk francuskich. Stacjonowały one w dwóch rozległych koszarach na południu miasta. Okoliczne domy zajmowali oficerowie. Po opuszczeniu tych terenów (ok. 60 ha) przystąpiono od razu do ich zagospodarowania pod budownictwo mieszkaniowe. Świetnie rozplanowane Osiedle Francuskie (Französisches Viertel), powstałe w miejscu koszarów Hindenburga (Hindenburg-Kaserne), wyróżnione Niemiecką Nagrodą Urbanistyczną za rok 2001, oraz osiedle Loretto (Loretto-Areal) w miejscu koszarów Loretto stały się powodem do chluby dla władz miasta. Koncepcja urbanistyczna polegała na wyremontowaniu i zachowaniu istniejącej zabudowy i zagęszczenia jej nowymi budynkami. Zadbano przy tym, aby w każdym budynku prócz mieszkań znajdowały się także inne obiekty jak biura, gabinety lekarskie, restauracje, sklepy, przedszkola itp. Ruch kołowy w tych osiedlach jest bardzo ograniczony, miejsca parkingowe znajdują się prawie wyłącznie w garażach piętrowych.

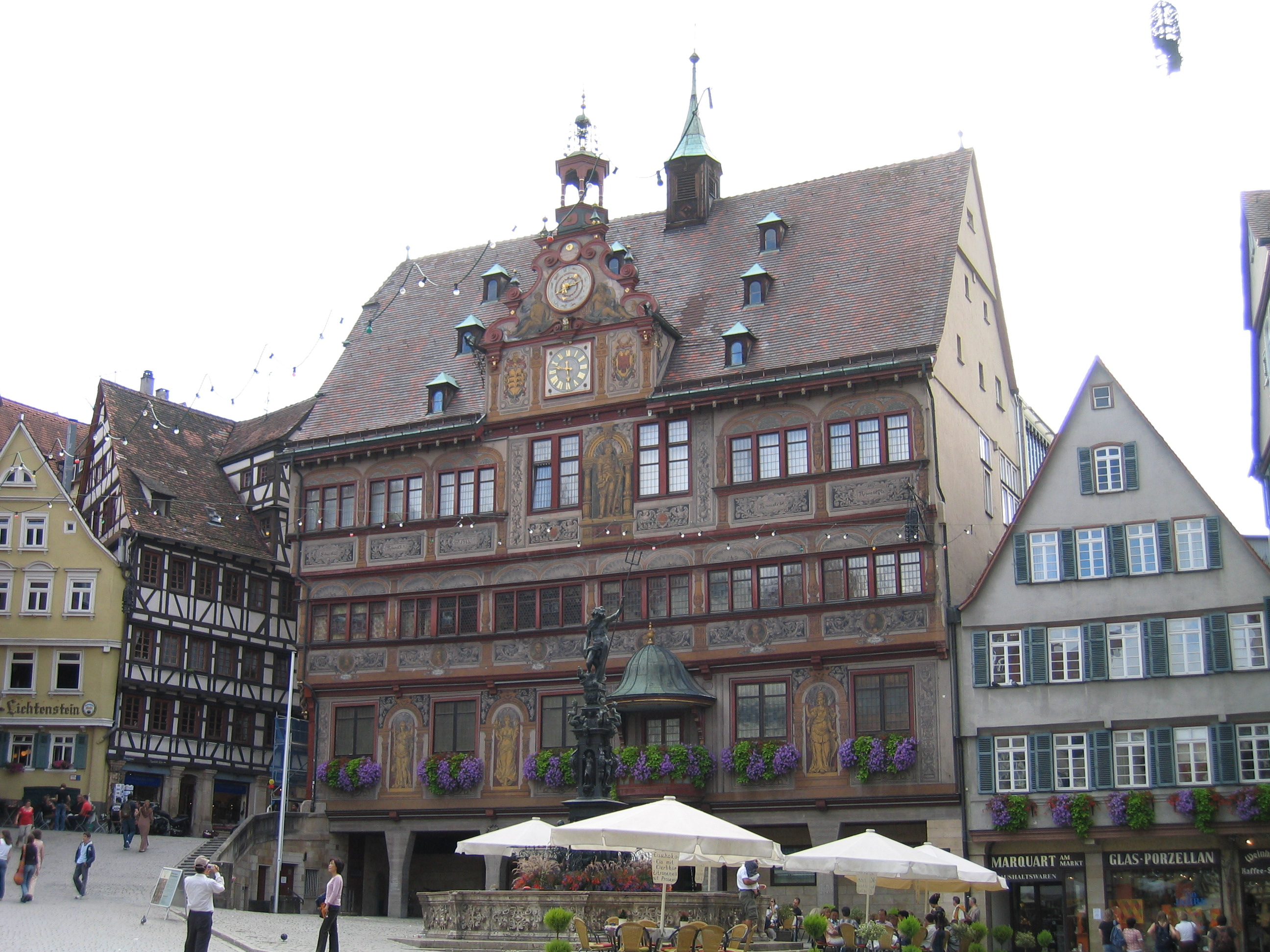
Ratusz w Tybindze

## Zabytki
- zamek Hohentübingen
- Kolegiata św. Jerzego (Stiftskirche St. Georg)
- ratusz
- fontanna Neptuna (Neptunbrunnen)
- dom Cotty
- Stara Aula (Alte Aula)
- Nowa Aula (Neue Aula)
- wieża Hölderlina
- Seminarium Ewangelickie
- bursa
- seminarium im. króla Wilhelma (Wilhelmsstift)
- Muzeum Miejskie w zabytkowym spichlerzu (Stadtmuseum im Kornhaus)
- kościół św. Jakuba (Jakobuskirche)
- kościół św. Jana (Johanneskirche)
- dom zakonnic
- Alter Botanischer Garten (Stary Ogród Botaniczny)
- klasztor i zamek Bebenhausen

## Gospodarka
W mieście rozwinął się przemysł precyzyjny, maszynowy, elektroniczny, metalowy, włókienniczy, spożywczy oraz poligraficzny.

## Osoby związane z Tybingą
- Johann Valentin Andreae (1586-1654) – teolog i pisarz
- Philipp Apian (1531-1589) – matematyk i kartograf
- Ernst Bloch (1885-1977) – filozof
- Johann Friedrich Cotta(inne języki) (1764-1832) – wydawca, przemysłowiec i polityk
- Eberhard V Wirtemberski (1445-1496) – hrabia, a następnie książę wirtemberski
- Max Eifert(inne języki) (1808-1888) – pisarz
- Philipp Nicodemus Frischlin (1547-1590) – pisarz
- Leonhart Fuchs (1501-1566) – lekarz i botanik
- Wilhelm Hauff (1802-1827) – pisarz
- Georg Herwegh (1817-1875) – pisarz
- Hermann Hesse (1877-1962) – pisarz-noblista
- Friedrich Hölderlin – niemiecki poeta,
- Karol Eugeniusz Wirtemberski (1728-1793) – książę wirtemberski
- Johannes Kepler (1571-1630) – astronom i matematyk
- Justinus Kerner (1786-1862) – poeta i lekarz
- Hermann Kurz(inne języki) (1813-1873) – pisarz i publicysta
- Isolde Kurz(inne języki) (1853-1944) – pisarka
- Michael Maestlin (1550-1631) – astronom
- Eduard Mörike (1804-1875) – poeta
- Christiane Nüsslein-Volhard (1942-) – biolog, noblistka
- Johannes Reuchlin (1455-1522) – hebraista
- Friedrich Wilhelm Joseph Schelling (1775-1854) – filozof
- Wilhelm Schickard (1592-1635) – matematyk i wynalazca maszyny liczącej
- Gustav Schwab (1792-1850) – pisarz
- Friedrich Silcher (1789-1860) – kompozytor
- Paul Sinner (1838-1925) – fotograf
- Johann von Staupitz (1460-1524) – teolog, duchowy mentor Marcina Lutra
- David Friedrich Strauss (1808-1874) – teolog i pisarz
- Ludwig Uhland (1787-1862) – poeta, literaturoznawca i polityk
- Ulryk Wirtemberski (1487-1550) – książę wirtemberski
- Ottilie Wildermuth (1817-1877) – pisarka
- Wilhelm II Wirtemberski (1848-1921) – król Wirtembergii
- Mathilde Weber (1829-1901) – działaczka kobieca

## Współpraca
Miejscowości partnerskie:
- Aigle, Szwajcaria
- Aix-en-Provence, Francja
- Ann Arbor, Stany Zjednoczone
- Durham, Wielka Brytania
- Iklad, Węgry (kontakty utrzymuje dzielnica Unterjesingen)
- Kilchberg, Szwajcaria (kontakty utrzymuje dzielnica Kilchberg)
- Kingersheim, Francja (kontakty utrzymuje dzielnica Hirschau)
- Monthey, Szwajcaria
- Moshi, Tanzania
- Perugia, Włochy
- Pietrozawodsk, Rosja
- Villa El Salvador – dzielnica Limy, Peru